# Widdersberg (Kalkkögel)
Der Widdersberg ist ein 2327 m ü. A. hoher Gipfel in den Kalkkögeln in den Stubaier Alpen. Der Gipfel im Bereich der Axamer Lizum ist der Malgrubenspitze (2571 m) nördlich vorgelagert und von dieser durch den Widdersbergsattel (2262 m) getrennt.
Der Widdersberg hat zwei Gesichter: Während er nach Norden hin in steilen aus Dolomitgestein bestehenden Felsstufen (Hörzingwand) abfällt, zieht nach Südosten in das Lizumer Kar ein sanfter Wiesenhang hinab.
Vom Widdersbergsattel, der vom Lizumer Kar, vom Hochtennboden oder von der Lizumer Grube her erreichbar ist, ist der Berg unschwierig in 15 Minuten zu ersteigen. Durch die Nordwand führen einige Kletterrouten, so die Huber Reinalter-Route (V- der UIAA-Skala), die Putana (V) oder der Westriss (VI-). Im Winter ist der Widdersberg ein beliebter Skitourengipfel.